# أندريه كولار
أندريه كولار (بالتشيكية: Ondřej Kolář) هو لاعب كرة قدم تشيكي في مركز حراسة المرمى، ولد في 17 أكتوبر 1994 في ليبيريتس في جمهورية التشيك. لعب مع FK Varnsdorf ‏.

## وصلات خارجية
- أندريه كولار على موقع الاتحاد الأوربي (الإنجليزية)
- أندريه كولار على موقع قاعدة بيانات كرة القدم.إي يو (الإنجليزية)
- أندريه كولار على موقع ناشيونال فوتبول تيمز (الإنجليزية)
- أندريه كولار على موقع Soccerway.com (الإنجليزية)
- أندريه كولار على موقع عالم كرة القدم.نت (الإنجليزية)
- أندريه كولار على موقع AS.com (الإسبانية)